# Lindholz
Lindholz är en kommun i Landkreis Vorpommern-Rügen i förbundslandet Mecklenburg-Vorpommern i Tyskland.
Kommunen bildades 13 juni 2004 genom en sammanslagning av de tidigare kommunerna Breesen, Böhlendorf och Langsdorf.
Kommunen ingår i kommunalförbundet Amt Recknitz-Trebeltal tillsammans med kommunerna Bad Sülze, Dettmannsdorf, Deyelsdorf, Drechow, Eixen, Grammendorf, Gransebieth, Hugoldsdorf och Tribsees.